# Himerta carinata
Himerta carinata là một loài tò vò trong họ Ichneumonidae.